# Jeremiah George
Jeremiah George (Clearwater, 24 gennaio 1992) è un giocatore di football americano statunitense che gioca nel ruolo di linebacker per gli Indianapolis Colts della National Football League (NFL). Fu scelto nel corso del quinto giro (154º assoluto) del Draft NFL 2014 dai New York Jets. Al college giocò a football alla Iowa State University.

## Carriera professionistica

### New York Jets
George fu scelto nel corso del quinto giro del Draft 2014 dai New York Jets. Fu svincolato nel settembre 2014.

### Jacksonville Jaguars
Il 23 settembre 2014, George firmò con la squadra di allenamento dei Jacksonville Jaguars. Con essi debuttò come professionista nella settimana 8 contro i Miami Dolphins, mettendo a segno un tackle. La sua prima stagione si chiuse con 6 tackle in 6 presenze.

## Statistiche
| Partite totali      | 21 |
| Partite da titolare | 0  |
| Tackle              | 13 |
| Sack                | 0  |
| Intercetti          | 0  |

Statistiche aggiornate alla stagione 2015